# 엠아이텍
엠아이텍(MITech Co. Ltd.)는 대한민국의 비혈관용 스텐트 제조 기업이다.

본사는 경기도 평택시 진위면 하북2길 174에 위치해 있으며 대표이사는 곽재오이다.2023년에 체외충격파 쇄석기사업을 휴온스메디텍에 매각하였다.

## 상장
2018년 11월 29일에 공모가 4,500원에 코스닥 시장에 상장하였다.

## 참고문헌
1. ↑  엠아이텍, 휴온스메디텍에 '쇄석기사업' 부문 양도, 팜뉴스, 2023.09.07
2. ↑  엠아이텍 “여러 원인 겹쳐 실적 하락...4분기부터 성장세 회복”, 한국경제, 2023.11.06
3. ↑  휴온스메디텍, 엠아이텍 '체외충격파 쇄석기사업' 인수, 바이오스펙테이터, 2023-09-11